# Bacanje grčkog diska na Olimpijskim igrama
Osvajači olimpijskih medalja u atletskoj disciplini grčki disk, koja se našla u programu Igara u dva navrata i to samo u muškoj konkurenciji prikazani su u sljedećoj tablici:
| Olimpijske igre | Zlato                 | Zlato   | Srebro                    | Srebro   | Bronca                | Bronca  |
| Atena 1906.     | Verner Järvinen (FIN) | 35,17 m | Nikolaos Georgantas (GRČ) | 32,80 m  | István Mudin (MAĐ)    | 31,91 m |
| London 1908.    | Martin Sheridan (SAD) | 38,00 m | Marquis Horr (SAD)        | 37,325 m | Verner Järvinen (FIN) | 36,48 m |